# Premna confinis
Premna confinis là một loài thực vật có hoa trong họ Hoa môi. Loài này được C.Pei & S.L.Chen ex C.Y.Wu miêu tả khoa học đầu tiên năm 1977.